# برایس (ویرجینیای غربی)
برایس (به انگلیسی: Bryce) یک منطقهٔ مسکونی در ایالات متحده آمریکا است که در شهرستان فایت، ویرجینیای غربی واقع شده‌است. برایس ۲۱۶٫۱۱ متر بالاتر از سطح دریا واقع شده‌است.